# Philodromus speciosus
Philodromus speciosus là một loài nhện trong họ Philodromidae.
Loài này thuộc chi Philodromus. Philodromus speciosus được Willis J. Gertsch miêu tả năm 1934.